# 本森角

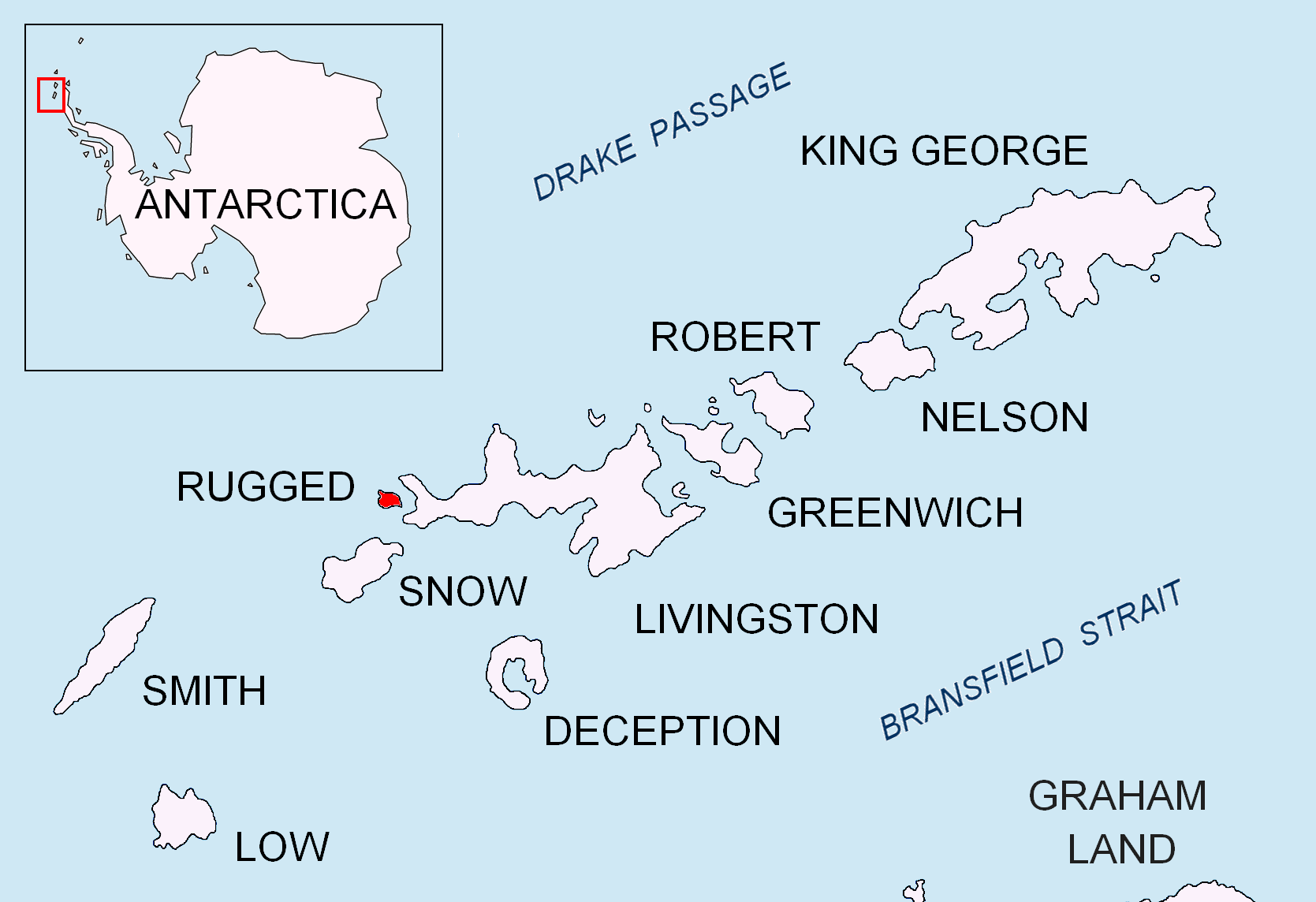

本森角（英語：Benson Point）是南極洲的海岬，位於南設得蘭群島的拉吉德島西南端，處於謝菲爾德角東南面3.2公里、拉德夫角西南面4.6公里、德維爾斯角西北面6.3公里和廷布倫角東北面7.16公里。

## 外部連結
- SCAR Composite Antarctic Gazetteer（页面存档备份，存于）.

62°39′S 61°18′W / 62.650°S 61.300°W